# High and Low Down
High and Low Down — студійний альбом американського блюзового музиканта Лайтніна Сліма, випущений у 1971 році лейблом Excello.

## Опис
Цей альбом Лайтнін Слім записав у 1971 році для лейблі Excello Records ну студії Quinvy Recording Studio в Шеффілді, Алабама. На цьому альбомі Слім грає з сесійними музиканти, серед яких саксофоністи Стейсі Госс, Майк Стаф, гітарист Джесс Карр, піаніст Клейтон Айві, губний гармоніст Тіппі Армстронг та ін. Альбом складається з 10 пісень, тут Слім перезаписав свої пісні «Bad Luck Blues» і «Rooster Blues» 1950-х, три пісні Віллі Діксона «My Babe», «Oh Baby» і «Crazy 'Bout You Baby», «That's All Right» Джиммі Роджерса та інші пісні. Продюсером альбому виступив Джеррі «Свопм-Дог» Вільямс.

## Список композицій
1. «Rooster Blues» (Отіс Гікс) — 2:38
2. «Things I Used to Do» — 3:08
3. «Bad Luck Blues» (Отіс Гікс) — 3:29
4. «My Babe» (Віллі Діксон) — 2:22
5. «G.I. Blues» (Отіс Гікс) — 2:30
6. «Oh Baby» (Віллі Діксон) — 2:53
7. «That's All Right» (Отіс Гікс) — 2:54 [насправді автор пісні Джиммі Роджерс]
8. «Crazy 'Bout You Baby» (Віллі Діксон) — 2:42
9. «Good Morning Heartaches» (Джеррі Вільямс, мол.) — 2:57
10. «Voodoo Blues» (Отіс Гікс) — 5:06

## Учасники запису
- Лайтнін Слім — вокал, гітара
- Стейсі Госс, Майк Стаф — тенор-саксофон
- Чарльз Роуз — тромбон
- Сонні Роял — саксофон
- Тіппі Армстронг — губна гармоніка
- Клейтон Айві — фортепіано, орган
- Джессі Карр — гітара
- Боб Ворі — бас-гітара
- Фред Праудлі — ударні

Технічний персонал
- Джеррі «Свопм-Дог» Вільямс — продюсер